# Lachenalia polyphylla
Lachenalia polyphylla är en sparrisväxtart som beskrevs av John Gilbert Baker. Lachenalia polyphylla ingår i släktet Lachenalia och familjen sparrisväxter. Inga underarter finns listade i Catalogue of Life.